# Krigsåret 2006

## Pågående krig
- Afghanistankriget (2001-)[1]

- Darfurkonflikten (2003-)

- Irakkriget (2003–)[1]
  - Irak på ena sidan
  - USA, Storbritannien med flera på andra sidan

- Libanonkriget (2006)[1]
  - Israel på ena sidan
  - Hizbollahgerillan på andra sidan

## Händelser

### Januari
- 13 - Minst 17 människor dödas då USA genomför ett flyganfall mot byn Damadola i Pakistan, nära statsgränsen till Afghanistan. Målet är islamistterroristen Usama bin Ladins närmaste man, Ayman al-Zawahiri, i islamistterroristnätverket al-Qaida.

### April
- 3 april – Liberias tidigare president Charles Taylor ställs till svars för brott mot mänskligheten i en FN-ledd tribunal i Sierra Leone.[2]

### Maj
- 29 – Sverige får ett nytt militärt förband då högkvarteret för Nordic Battle Group, från 1 januari 2008 skall vara beredd för fredsuppdrag. Invigningsceremonin hålls på S 1 i Enköping med deltagare från Estland, Finland, Norge och Sverige.[2]
- 31 – Allt starkare bevis kommer fram om att amerikanska soldater i november 2005 dödade flera civila irakier vid en massaker.[2]

### Juni
- 28 - Israel inleder Operation Sommarregn, en offensiv på Gazaremsan.

### Juli
- 12 - Hizbollah beskjuter norra Israel med raketer. Israel svarar med flyganfall. Markerar början på Israel-Libanon-konflikten 2006.[2]
- 25
  - USA:s president George W. Bush att USA skall skicka fler trupper till Bagdad i Irak.[2]
  - EU beslutar att skicka totalt 6 500-7 000 soldater till en fredsbevarande styrka i Israel-Libanon-konflikten.[2]
- 27 - 11 länder skriver i Berlin  på ett avtal som godkänner öppnandet om 50 miljoner dokument med uppgifter om 17 miljoner offer för nazismen.[2]

### Oktober
- 9 - Nordkorea provspränger kärnvapen under marken. Emnligt Sydkorea sker det 15 kilometer nordväst om basen Musuduan i nordöstra Nordkorea.[3]
- 30 – 80 personer dödas i en bestyckad helikoter ur Pakistans flygvapen beskjuter en religiös skola i jakten på talibaner, nära gränsen mot Afghanistan. Enligt Pakistans militär styrs skolan av talibaner och fungerar som militärt trningsläger (madrasa). Enligt de lokala ledarna är de flesta dödade tonåringar.[3]

### November
- 8 – 19 civila, flera av dem barn, dödas då Israel genomför en attack mot Gazaremsan.[3]
- 20 – Cirka 300 bilder från Finska vinterkriget och Finska fortsättningskriget har offentliggjorts i Finland, vilka visar avrättningar och soldater som tvingades äta sina stupade kamrater för att överleva, samt lemlestade lik, barn och kvinnor som dödats av Sovjetpartisaner då hela byar förstörts, samt avrättningar.[3]

### December
- 28 - Etiopiska och den somaliska interimsregeringens styrkor intar Mogadishu i Somalia och islamistmilisen flyr Mogadishu.

## Avlidna
- 10 juli - Sjamil basajev, tjetjensk rebelledare.[2]

### Fotnoter
1. 1 2 3  ”World Statesmen”. http://www.worldstatesmen.org/WARS.html. Läst 28 juni 2011.
2. 1 2 3 4 5 6 7 8   När Var Hur 2007. DN
3. 1 2 3 4   När Var Hur 2008. DN